# ليز دوسيت
ليس ماري دوسيت (بالإنجليزية: Lyse Doucet)‏ هي صحفية ومقدمة أخبار كندية ولدت بتاريخ 15 مايو 1966 في أوتاواوتقيم حاليا في كندا.  

## روابط خارجية
- الملف الشخصي ليس دوسيت في بي بي سي نيوزواتش
- ليس دوسيه على تويتر
- مدونة ليز دوسيت بي بي سي